# Curetis fergussoni
Curetis fergussoni är en fjärilsart som beskrevs av Chapman 1915. Curetis fergussoni ingår i släktet Curetis och familjen juvelvingar. Inga underarter finns listade i Catalogue of Life.